# Karttula
Karttula este o fostă comună din Finlanda.